# إلياس الثالث المقدسي
إيليا الثالث أو إلياس الثالث كان بطريرك القدس من حوالي عام 879 إلى عام 907.
وفقًا لسجلات أوطيخيوس الإسكندري، فإنه كان من نسل عائلة منصور بن سرجون، جد يوحنا الدمشقي.
هناك أدلة تشير إلى أنه أرسل رسالة دورية إلى الحكام الأوروبيين يطلب فيها المساعدة المالية في ترميم الكنائس في أبرشيته. وقد استقبل الإمبراطور الكارولينجي تشارلز السمين واحدًا منهم في عام 881، ومن المحتمل أن يكون الآخر قد أُرسل إلى الملك ألفريد الكبير. وفقًا لآسر [الإنجليزية]، كان إلياس يتراسل مع ألفريد ويرسل له هدايا، ويحتوي نص طبي باللغة الإنجليزية القديمة على معلومات حول العلاجات لأمراض ألفريد التي أرسلها إليه إلياس.
وبحسب أوطيخيوس، فقد عُين في السنة العاشرة من حكم الخليفة العباسي المعتمد (حكم. 870–892 م)، وظل في منصبه حتى وفاته، لمدة 22 عامًا.

## أجداده
- منصور بن سرجون: والي دمشق الذي استستلم وسلّم المدينة للمسلمين
- سرجون بن منصور: مستشار أموي، لعب دورًا استشاريًّا في قتل الحسين بن علي
- يوحنا الدمشقي: أول من كتب في نقد الإسلام